# Radical Entertainment
Radical Entertainment Inc. é uma desenvolvedora de jogos eletrônicos canadense com sede em Vancouver. O estúdio é mais conhecido por desenvolver os Simpsons: Hit & Run (2003), Scarface: The World Is Yours (2006), Prototype (2009) e Prototype 2 (2012), além de entradas na franquia Crash Bandicoot. A Radical Entertainment foi fundada em setembro de 1991 por Rory Armes, Dave Davis e Ian Wilkinson. Foi adquirido pela Vivendi Games em 2005 e transferido para a Activision em 2008. O estúdio enfrentou demissões significativas em 2010 e 2012, com o último fazendo com que ele interrompa o desenvolvimento de jogos originais e só apoia outros estúdios da Activision.

## Historia

### 1991–2000: Origem e história inicial
Os cofundadores da Radical Entertainment, Ian Wilkinson e Rory Armes, trabalharam anteriormente para a Distinctive Software no final dos anos 1980. Quando a Distinctive Software foi adquirida pela Electronic Arts em 1991, Wilkinson e Armes aproveitaram a oportunidade para formar sua própria empresa. A Radical Entertainment foi fundada em setembro de 1991 no distrito de Yaletown, em Vancouver. O estúdio desenvolveu principalmente ports e adaptações de outros jogos eletrônicos para o Nintendo Entertainment System, atingindo o pico de oito projetos em 1994.
Mike Ribero deixou seu cargo de vice-presidente de vendas e marketing da Sega of America para se tornar CEO da Radical Entertainment em 1996. Após o lançamento de The Divide: Enemies Within em 1996, o programador Alex Garden e o compositor Paul Ruskay deixariam a Radical Entertainment para estabelecer, respectivamente, a desenvolvedora de jogos Relic Entertainment e a instalação de áudio Studio Labs X. Entre 1997 e 1998, vários funcionários deixaram o estúdio para formar a Barking Dog Studios. MTV Sports: Pure Ride, um jogo de snowboard publicado pela THQ, foi lançado em 28 de setembro de 2000.

### 2001–2005: Sucesso mainstream
Em 11 de maio de 2001, a Radical Entertainment e a Spy Wireless Media anunciaram um acordo para desenvolver uma solução de gerenciamento de conteúdo sem fio, permitindo que os parceiros e clientes da Spy desenvolvam novas receitas e oportunidades promocionais, fornecendo serviços interativos ao mercado juvenil usando dispositivos sem fio, como telefones celulares. Na E3 2001, a Radical Entertainment apresentou os Simpsons: Road Rage, um jogo de condução baseado em histórias baseado na popular série de animação The Simpsons e co-publicado pela Electronic Arts e Fox Interactive, bem como no Dark Summit, outro THQ- Jogo de snowboard publicado único em seus elementos de ação e aventura.  Em 15 de agosto de 2001, a Radical Entertainment anunciou o desenvolvimento de um aplicativo de demonstração e um white paper para o próximo console do Gamecube da Nintendo. A demonstração utilizou os principais recursos do mecanismo de jogo Pure3D proprietário da Radical, enquanto o White Paper que acompanha forneceu informações sobre a experiência técnica da Radical para outras empresas de jogos. Dark Summit e os Simpsons: Road Rage foram lançados em novembro de 2001. Os Simpsons: Road Rage foi um dos dez principais títulos mais alugados de dezembro de 2001 na América do Norte, gerando mais de US $ 500.000 em taxas de aluguel para lojas de aluguel de vídeo e jogo em uma única semana.
Em 2003, a Radical Entertainment abriu uma divisão de desenvolvimento, 369 Interactive, que deveria desenvolver vários títulos baseados na franquia CSI, em parceria com a UBI Soft.

### 2005–2008: Aquisição pela Vivendi Universal
Embora a Radical Entertainment tenha desenvolvido poucos títulos para a Vivendi Universal Entertainment, os títulos obtiveram enorme sucesso e garantiram o interesse da empresa nos desenvolvedores. Em 2005, a Vivendi adquiriu a Radical Entertainment; no entanto, conforme descrito por um ex-desenvolvedor da Radical, o clima não mudou muito e a Radical ainda operava como uma empresa independente de desenvolvimento de jogos. Após ser adquirida pela Vivendi, a Radical começou a fazer muitos jogos como Scarface: The World Is Yours e The Incredible Hulk: Ultimate Destruction enquanto era publicada sob o selo Sierra Entertainment da Vivendi. A Radical também recebeu a licença para continuar o desenvolvimento da franquia Crash Bandicoot, que também foi publicada sob a Sierra Entertainment. A Radical assumiu o desenvolvimento de Crash Tag Team Racing da Traveller's Tales. Devido ao sucesso de Crash Tag Team Racing, a Radical iniciou o desenvolvimento de Crash of the Titans e proclamou que "Crash era o lar da Radical", afirmando que a Radical desenvolveria todos os jogos Crash posteriores. O sucesso crítico e comercial de Crash of the Titans gerou mais uma sequência, Crash: Mind over Mutant, que conseguiu superar seu antecessor tanto criticamente quanto comercialmente. Durante o desenvolvimento de Crash: Mind Over Mutant, a Radical começou a trabalhar em Prototype.

### 2008–presente: Aquisição pela Activision, jogos''Prototype''e demissões
Quando a Vivendi Games se fundiu com a Activision para formar a Activision Blizzard em 2008, os antigos estúdios da Vivendi, incluindo a Radical Entertainment, tornaram-se parte da Activision.Na época, a Radical Entertainment estava desenvolvendo quatro jogos, incluindo Crash: Mind Over Mutant e Prototype. A Activision demitiu cerca de 100 pessoas, metade da equipe do estúdio, e cancelou os dois projetos não anunciados. Um deles foi Treadstone, um jogo ambientado no universo de Jason Bourne. A Activision não estava interessada na propriedade e a vendeu de volta para a Ludlum Entertainment, que posteriormente a licenciou para a Electronic Arts.
Em fevereiro de 2010, a Activision demitiu cerca de 200 desenvolvedores de seus estúdios, incluindo cerca de 90 na Radical Entertainment, o que equivale a metade da força de trabalho do estúdio na época. Uma sequência de Prototype, Prototype 2, foi lançada em abril de 2012. Nos Estados Unidos, foi o jogo mais vendido do mês de lançamento.No entanto, a Activision considerou o jogo um fracasso comercial; em 28 de junho de 2012, a empresa anunciou uma "redução significativa na equipe" na Radical Entertainment que faria o estúdio cessar o desenvolvimento de seus próprios jogos e apenas dar suporte a outros estúdios da Activision no futuro. Enquanto alguns relatórios, incluindo o do ex-diretor sênior de áudio da Radical Entertainment, Rob Bridgett, indicaram que o estúdio havia fechado, a Activision afirmou que eles permaneceriam abertos com a equipe reduzida.  A Activision e a Radical Entertainment reiteraram esta declaração em setembro daquele ano. um porte do Microsoft Windows de Prototype 2 foi lançada em julho de 2012. Em 15 de dezembro de 2013, o status incorporado da Radical Entertainment foi dissolvido pelo governo canadense por não conformidade com a seção 212 da Lei das Corporações Comerciais Canadenses. Seu papel de desenvolvimento mais recente creditado é nas versões para PlayStation 4 e Xbox One de Prototype e Prototype 2, lançadas em 2015. Em 2022, tudo o que restou da Radical Entertainment foi uma equipe de 6 funcionários, cujo trabalho subsequente seria creditado à Activision Vancouver;  apesar disso, estava entre os estúdios nomeados na aquisição da empresa-mãe da Activision, Activision Blizzard, pela Microsoft em 2022.

## Organização
A Radical Entertainment praticava uma comunicação aberta e regular entre a gerência e os funcionários; o presidente da empresa enviava um e-mail a todos os funcionários quinzenalmente, e a opinião dos funcionários sobre todas as facetas da empresa era buscada, desde quais tecnologias adotar até quais alimentos eram estocados na cozinha. Além disso, o diretor financeiro conduzia um seminário trimestral para apresentar o desempenho financeiro da empresa, permitindo que os funcionários entendessem onde a empresa estava ganhando e gastando suas receitas. A empresa também implementou práticas progressivas de gestão de recursos humanos, como horas-núcleo, fornecendo um complemento salarial de até 3 meses de pagamento integral para licença-maternidade e utilizando um processo de revisão de propriedade intelectual para gerar novas ideias entre os funcionários. Este processo de revisão, denominado "Idea Review Senate", foi conduzido por uma equipe de nove funcionários liderada pelo diretor criativo Stephen Van Der Mescht. As ideias que não eram recomendadas para desenvolvimento eram repassadas ao funcionário, que retinha todos os direitos sobre a propriedade e podia desenvolvê-la de forma independente ou vendê-la para outra empresa
A Radical Entertainment mantinha uma equipe interna de pesquisa e desenvolvimento dirigida por Dave Forsey. Em setembro de 1998, a equipe concluiu uma tarefa do Programa de Assistência à Pesquisa Industrial financiada por uma bolsa federal de US$ 350.000. O projeto envolveu vários avanços tecnológicos envolvendo topologia arbitrária em superfícies hierárquicas, incluindo o desenvolvimento de splines hierárquicas no 3D Studio MAX e no Autodesk Maya. Esse desenvolvimento permitiu a criação de detalhes localizados em personagens animados e o lançamento do software gráfico comercial Rodin com base neste trabalho. Em março de 2000, a equipe recebeu uma bolsa renovável de US$ 200.000 do BC Science Council para o desenvolvimento de uma biblioteca interna de mecanismos de jogo e ferramentas associadas para agilizar os pipelines da biblioteca. Em 2001, Forsey e dois de seus colegas na empresa foram recrutados pela Universidade de Calgary para desenvolver e ministrar um curso de graduação em programação de videogames. O curso, considerado o primeiro do gênero, era voltado para alunos do último ano de ciência da computação e os incumbia de projetar e implementar um protótipo de jogo eletrônico. No outono de 2001, vários outros funcionários deram uma aula semelhante na Universidade da Colúmbia Britânica como resposta a uma iminente crise trabalhista no Canadá.

## Elogios
Em 13 de dezembro de 2000, o National Post nomeou a Radical Entertainment como uma das 50 empresas privadas mais bem administradas do Canadá, uma distinção concedida a empresas privadas canadenses com mais de US$ 5 milhões em receita e que demonstraram forte crescimento nos últimos três anos. Em 5 de outubro de 2001, o presidente e CEO da empresa, Ian Wilkinson, recebeu o prêmio Empreendedor de Mídia e Entretenimento do Ano de 2001 da Ernst & Young.

## Jogos desenvolvidos
| Ano  | Titulo                                             | Publicadora                        | Plataforma(s)                                       | Ref.   |
| ---- | -------------------------------------------------- | ---------------------------------- | --------------------------------------------------- | ------ |
| 1992 | The Adventures of Rocky and Bullwinkle and Friends | THQ                                | Nintendo Entertainment System                       | [ 36 ] |
| 1992 | The Terminator                                     | Mindscape                          | Nintendo Entertainment System                       | [ 36 ] |
| 1993 | The Battle of Olympus                              | Broderbund                         | Game Boy                                            | [ 36 ] |
| 1993 | Mario Is Missing!                                  | The Software Toolworks             | Nintendo Entertainment System                       |        |
| 1993 | Wayne's World                                      | THQ                                | Game Boy, Nintendo Entertainment System             | [ 36 ] |
| 1993 | Pelé!                                              | Accolade                           | Sega Genesis                                        | [ 36 ] |
| 1994 | Brett Hull Hockey                                  | Accolade                           | Super Nintendo Entertainment System                 |        |
| 1994 | Bebe's Kids                                        | Motown Software                    | Super Nintendo Entertainment System                 |        |
| 1994 | Mario's Time Machine                               | The Software Toolworks             | Nintendo Entertainment System                       | [ 36 ] |
| 1994 | Pelé II: World Tournament Soccer                   | Accolade                           | Sega Genesis                                        |        |
| 1994 | Mountain Bike Rally                                | ASC Games                          | Super Nintendo Entertainment System                 | [ 36 ] |
| 1994 | Al Unser Jr.'s Road to the Top                     | The Software Toolworks             | Super Nintendo Entertainment System                 | [ 36 ] |
| 1994 | Beavis and Butt-Head                               | Viacom New Media                   | Sega Genesis                                        | [ 36 ] |
| 1994 | Speed Racer in My Most Dangerous Adventures        | Accolade                           | Super Nintendo Entertainment System                 |        |
| 1995 | Brett Hull Hockey '95                              | Accolade                           | Sega Genesis, Super Nintendo Entertainment System   | [ 36 ] |
| 1996 | The Divide: Enemies Within                         | Viacom New Media                   | Microsoft Windows, PlayStation                      | [ 36 ] |
| 1996 | Power Piggs of the Dark Age                        | Titus Software                     | Super Nintendo Entertainment System                 |        |
| 1996 | NHL Powerplay '96                                  | Virgin Interactive                 | Microsoft Windows, PlayStation, Sega Saturn         | [ 36 ] |
| 1996 | Grid Runner                                        | Virgin Interactive                 | Microsoft Windows, PlayStation, Sega Saturn         | [ 36 ] |
| 1997 | Independence Day                                   | Fox Interactive                    | Microsoft Windows, PlayStation, Sega Saturn         | [ 36 ] |
| 1997 | NHL Powerplay 98 / NHL All-Star Hockey 98          | Virgin Interactive / Sega          | Microsoft Windows, PlayStation, Sega Saturn         |        |
| 1998 | X Games Pro Boarder                                | Electronic Arts                    | Microsoft Windows, PlayStation                      | [ 36 ] |
| 1999 | Blood Lines                                        | Sony Computer Entertainment Europe | PlayStation                                         |        |
| 1999 | MTV Sports: Snowboarding                           | THQ                                | PlayStation                                         | [ 3 ]  |
| 1999 | NBA Basketball 2000                                | Fox Interactive                    | Microsoft Windows, PlayStation                      | [ 36 ] |
| 1999 | NHL Championship 2000                              | Fox Interactive                    | Microsoft Windows, PlayStation                      | [ 36 ] |
| 2000 | Jackie Chan Stuntmaster                            | Midway Games                       | PlayStation                                         | [ 36 ] |
| 2000 | MTV Sports: Pure Ride                              | THQ                                | PlayStation                                         | [ 36 ] |
| 2001 | Dark Summit                                        | THQ                                | GameCube, PlayStation 2, Xbox                       | [ 36 ] |
| 2001 | The Simpsons: Road Rage                            | Electronic Arts                    | GameCube, PlayStation 2, Xbox                       | [ 36 ] |
| 2002 | Tetris Worlds                                      | THQ                                | GameCube, Xbox                                      | [ 36 ] |
| 2002 | Monsters, Inc. Scream Arena                        | THQ                                | GameCube                                            | [ 36 ] |
| 2002 | James Cameron's Dark Angel                         | Sierra Entertainment               | PlayStation 2, Xbox                                 | [ 36 ] |
| 2003 | CSI: Crime Scene Investigation                     | Ubi Soft                           | Microsoft Windows, Xbox                             | [ 36 ] |
| 2003 | Hulk                                               | Vivendi Universal Games            | Microsoft Windows, GameCube, PlayStation 2, Xbox    | [ 36 ] |
| 2003 | The Simpsons: Hit & Run                            | Vivendi Universal Games            | Microsoft Windows, GameCube, PlayStation 2, Xbox    | [ 36 ] |
| 2004 | CSI: Dark Motives                                  | Ubi Soft                           | Microsoft Windows                                   | [ 36 ] |
| 2004 | CSI: Miami                                         | Ubi Soft                           | Microsoft Windows                                   | [ 36 ] |
| 2005 | The Incredible Hulk: Ultimate Destruction          | Vivendi Universal Games            | GameCube, PlayStation 2, Xbox                       | [ 36 ] |
| 2005 | Crash Tag Team Racing                              | Vivendi Universal Games            | GameCube, PlayStation 2, Xbox, PlayStation Portable | [ 36 ] |
| 2006 | Scarface: The World Is Yours                       | Vivendi Games                      | Microsoft Windows, PlayStation 2, Wii, Xbox         | [ 36 ] |
| 2007 | Crash of the Titans                                | Vivendi Games                      | PlayStation 2, Wii, Xbox 360                        | [ 36 ] |
| 2008 | Crash: Mind over Mutant                            | Activision                         | PlayStation 2, Wii, Xbox 360                        | [ 36 ] |
| 2009 | Prototype                                          | Activision                         | Microsoft Windows, PlayStation 3, Xbox 360          | [ 36 ] |
| 2012 | Prototype 2                                        | Activision                         | Microsoft Windows, PlayStation 3, Xbox 360          | [ 36 ] |
| 2014 | Destiny (como uma equipe de suporte para Bungie)   | Activision                         | Xbox 360, Xbox One, PlayStation 3, PlayStation 4    | [ 37 ] |

### Jogos cancelados
| Ano   | Titulo                                           | Plataforma(s)                       |
| ----- | ------------------------------------------------ | ----------------------------------- |
| 1994  | Brett Hull Hockey                                | Sega Genesis                        |
| 1995  | RHI Roller Hockey '95                            | Super Nintendo Entertainment System |
| 2001  | A.I. The Circuit or A.I. Gladiator               | Xbox                                |
| 2006  | Scarface: The World Is Yours                     | Xbox 360                            |
| ~2007 | The Simpsons: Hit & Run 2                        | Unknown                             |
| 2008  | Scarface 2                                       | Unknown                             |
| 2008  | Treadstone                                       | Unknown                             |
| 2010  | I Am Crash Bandicoot, Crash 2010 or Crash Landed | PlayStation 3, Wii, Xbox 360        |
| 2011  | Spider-Man 4                                     | PlayStation 3, Xbox 360             |
| 2012  | Prototype 3                                      | PlayStation 3, Xbox 360             |